# Скандинавский полуостров
Скандина́вский полуо́стров (букмол Den skandinaviske halvøy, нюнорск Den skandinaviske halvøya, швед. Skandinaviska halvön, фин. Skandinavian niemimaa) — крупнейший полуостров Европы, расположенный в её северо-западной части. Длина полуострова около 1900 км, ширина — до 800 км, площадь — около 800 тыс. км². На полуострове расположены вся материковая часть Швеции, почти вся материковая часть Норвегии, северо-западная Финляндия, а также большая часть Скандинавии.

## География
Полуостров омывается несколькими морями: Баренцевым на севере, Норвежским на западе, Северным на юге и Балтийским на юге и востоке. Восточную (материковую) границу полуострова условно проводят от северного берега Ботнического залива к Варангер-фьорду. Восточным продолжением Скандинавского полуострова является Кольский полуостров
Северная и западная береговые линии сильно изрезаны фьордами. Вдоль побережья расположено большое количество островов и архипелагов, отделённых от полуострова сложной системой проливов. Восточный и южный берега низкие и пологие, часто расчленены мелкими бухтами. Вблизи берегов — множество мелких островов и подводных скал — шхер, сильно затрудняющих судоходство.
Западные и северные районы заняты Скандинавскими горами с высшей точкой полуострова — гора Галлхёпигген (норв. Galdhøpiggen), высотой 2469 м. С востока к горам примыкает обширное невысокое (до 800 м) плоскогорье Норланд, ступенеобразно понижающееся к Ботническому заливу. На юге плоскогорье переходит в Среднешведская низменность с сильно всхолмлённым моренным рельефом; ещё южнее — куполовидная возвышенность Смоланд высотой до 377 м.
Основные черты рельефа связаны с положением Скандинавского полуострова в пределах Балтийского щита и каледонских складчатых структур, испытавших в неоген-антропогеновое время значительные вертикальные перемещения и выравнивание за счёт ледниковой экзарации и аккумуляции. Мощность ледников на полуострове, являвшемся центром материкового оледенения Европы, превосходила местами 1500 м. Последний ледниковый покров существовал в районе Стокгольма около 10 тыс. лет назад, а близ северного побережья Ботнического залива — 7—8 тыс. лет назад. С древними тектоническими структурами и пронизывающими их магматическими интрузиями связаны основные месторождения полезных ископаемых: руд железа (Кируна, Елливаре, Киркенес, Гренгесберг), меди, а также титана, свинца. В примыкающей к полуострову шельфовой части Северного моря — месторождения нефти (Экофиск и др.).

## Климат
Большая часть Скандинавского полуострова находится в умеренном поясе, а крайний север — в субарктическом поясе. Особенности расположения Скандинавских гор, играющих барьерную роль по отношению к влажным воздушным массам, приходящим со стороны Атлантического океана, а также значительная меридиональная протяжённость делают климат полуострова весьма разнообразным. На западе, благодаря интенсивной циклонической циркуляции и отепляющему влиянию Северо-Атлантического течения, климат морской с мягкой зимой (средняя температура января от −4 °C на севере до 2 °C на юге), прохладным летом (в июле, соответственно, от 8 °C до 14 °С), обильными и относительно равномерно распределёнными в течение года осадками (1000—3000 мм в год). В верхнем поясе Скандинавских гор средняя температура января до −16 °C, июля от 6 °C до 8 °С; около 5000 км² здесь покрыто ледниковыми щитами, а также горно-долинными ледниками. В восточной части климат умеренный, переходный к континентальному; средняя температура января от −15 °C на севере до −3 °C на юге, июля от 10 °C на севере до 17 °C на юге; осадков 300—800 мм в год, но, вследствие малой испаряемости, увлажнение и здесь почти повсеместно достаточное или избыточное, что обусловило значительную заболоченность территории. Речная сеть полуострова густая; реки преимущественно короткие, многоводные, бурные, обладающие крупнейшими в Западной Европе запасами гидроэнергии. Наиболее крупные реки: Гломма, Кларэльвен, Гёта-Эльв, Турнеэльвен, Далэльвен. В котловинах тектонического происхождения, переработанных древними ледниками, много озёр, наиболее крупные — Венерн, Веттерн, Меларен.

## Флора и фауна
Около 43 % площади Скандинавского полуострова занято лесами. Преобладают таёжные леса из сосны и ели (особенно характерные для восточных районов полуострова) на подзолистых и торфяно-болотных почвах; на западе значительные площади заняты верещатниками и торфяниками. На юге — смешанные и широколиственные леса с перегнойно-подзолистыми и местами лесными неоподзоленными почвами. На крайнем севере — тундра. В верхнем поясе гор — горная тундра. Животный мир представлен преимущественно лесными формами: лось, лисица, заяц; в тундре — лемминги. Так же встречается дикий кролик. На севере — олени. На прибрежных скалах и островах — птичьи базары. Прибрежные воды богаты рыбой (треска, сельдь, макрель, форель, сёмга и др.).